# سربند (پوشاک)
سربند (به انگلیسی: Fillet)، در اصل در دوران باستان کلاسیک، به ویژه در فرهنگ‌های مدیترانه، شام و ایران، از جمله فرهنگ هلنی پوشیده می‌شد. در آن زمان سربند نوار بسیار باریکی از پارچه، چرم یا نوعی گلدسته بود که اغلب ورزشکاران می‌پوشیدند. همچنین به عنوان نشانه‌ای از سلطنت پوشیده می‌شد و در سده‌های بعدی به عنوان یک حلقه فلزی که یک نوار پارچه‌ای تلطیف شده بود نمادین شد. یونانیان آن را دیهیم یا دیادما (διάδημα) می‌نامیدند و اگرچه اکثر امپراتوران روم آن را نمی‌پوشیدند، پس از آن که سزار با پیشنهاد آنتونیوس از آن امتناع کرد، به جز در موارد معدودی، کنستانتین کبیر نشان یونانی سلطنت را برگزید. پیش از این که این دیهیم توسط امپراتوران روم به عنوان نمادی از حاکمیت پوشیده شود، زنان رومی از آن به عنوان سرپوشش استفاده می‌کردند.
یکی از انواع سربند، سربند مذهبی است که یکی از پر مصرف ترین وسایل در مراسمات مذهبی می باشد. این نوع سربند از یک پارچه مستطیلی به همراه یک متن چاپ شده در قسمت وسط آن ساخته میشود. چاپ پارچه به دو صورت سیلک یا سابلیمیشن بر روی سربند مذهبی صورت میگیرد و برای تمیزی کار به صورت دور لیزر برش داده میشود.

## آلبوم عکس

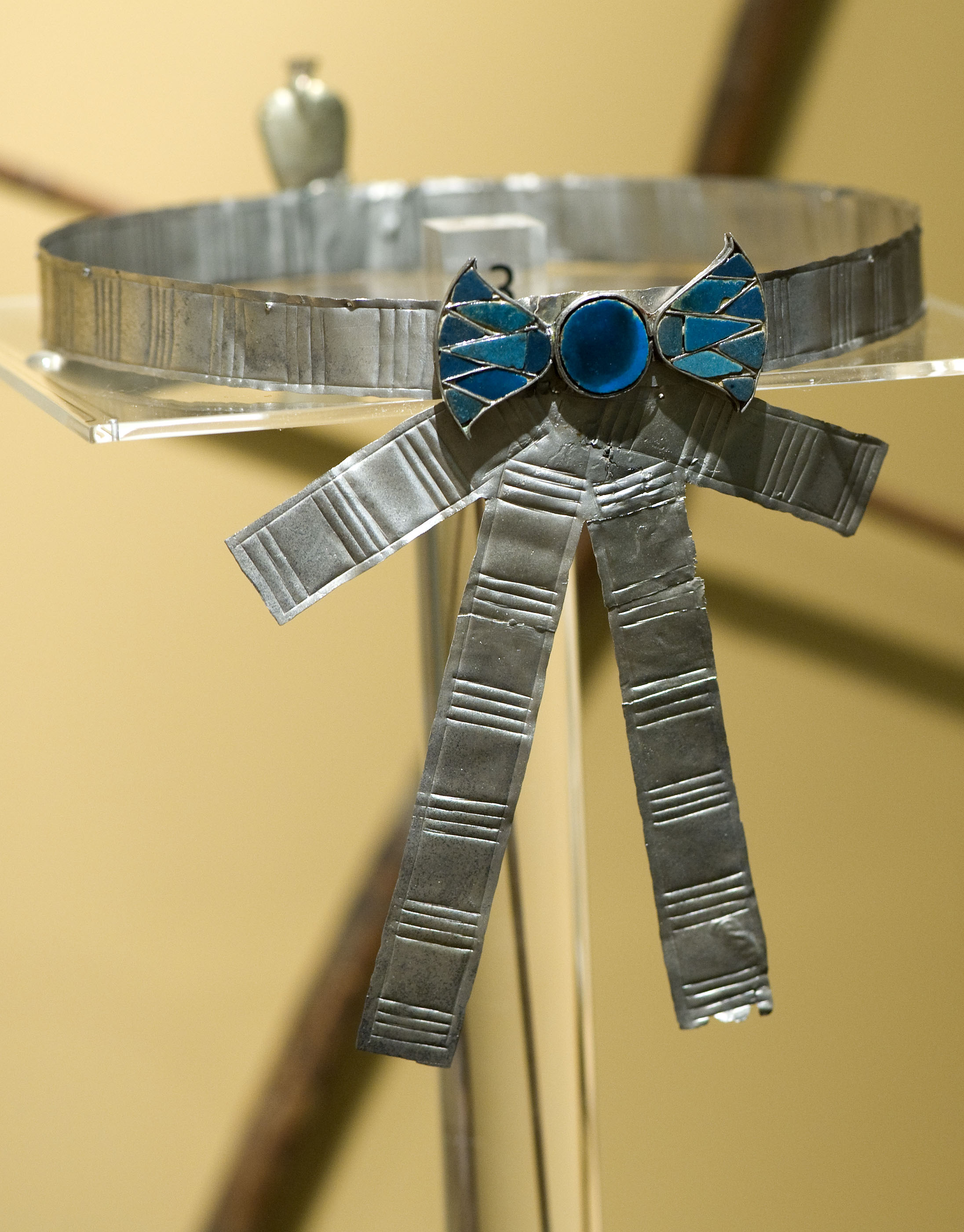
تاجنوبخپره اینتف، فرعونسلسله هفدهم مصر
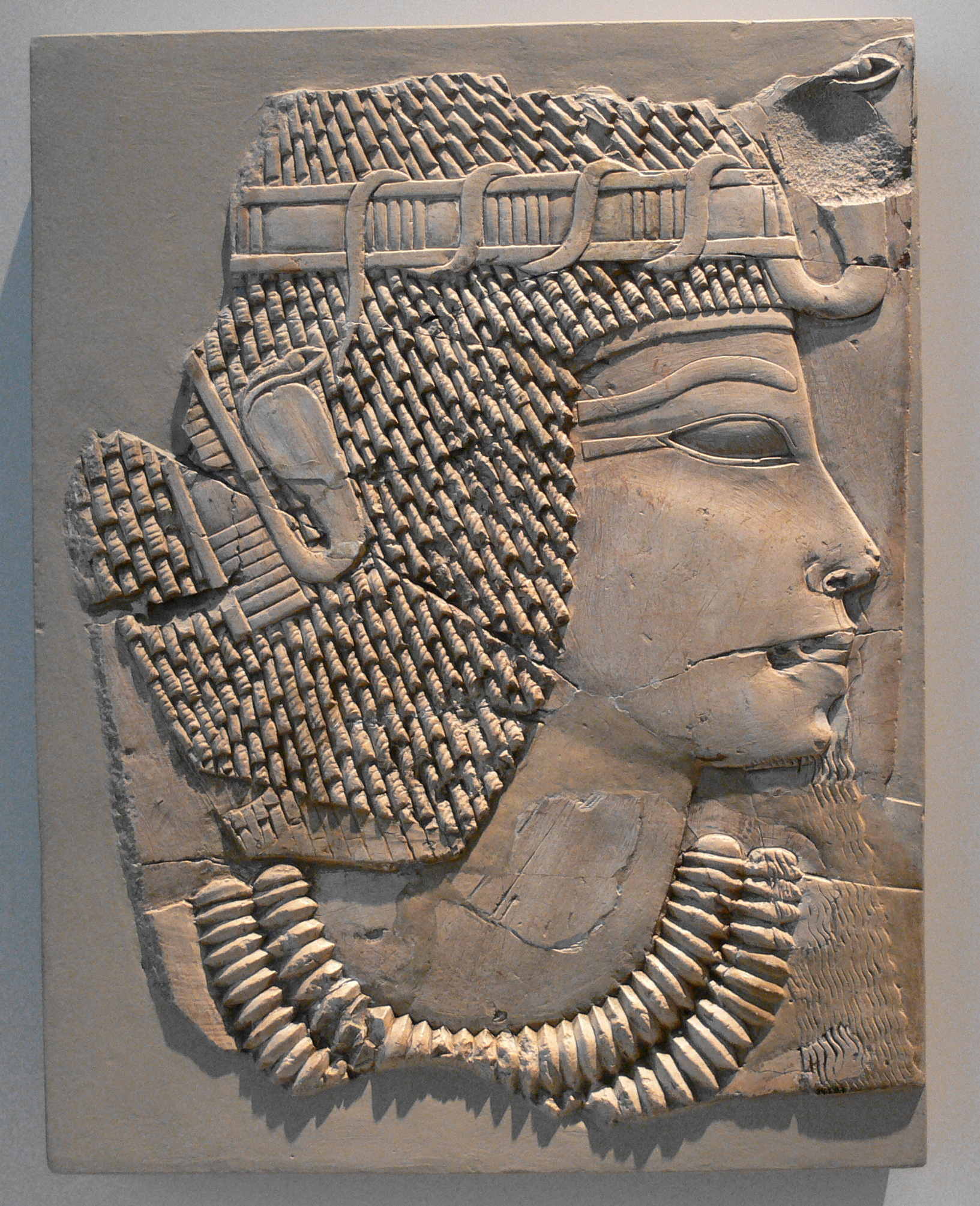
نقش برجستهآمنهوتپ سومفرعون سلسله هجدهم مصربا تاج فیله ای
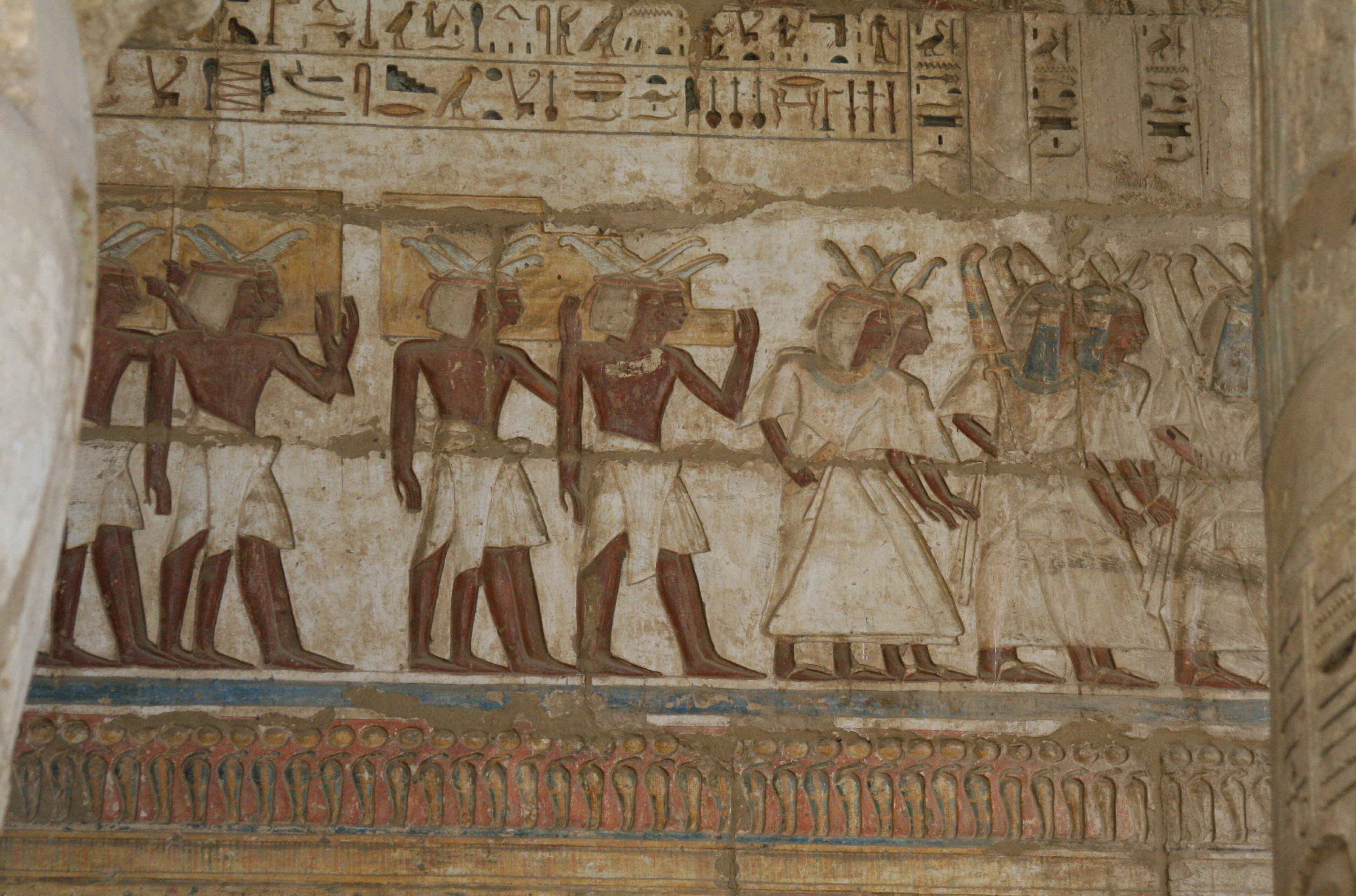
صفوف مقاماتمدینه هابوازرامس سوم، فرعونسلسله بیستم مصر
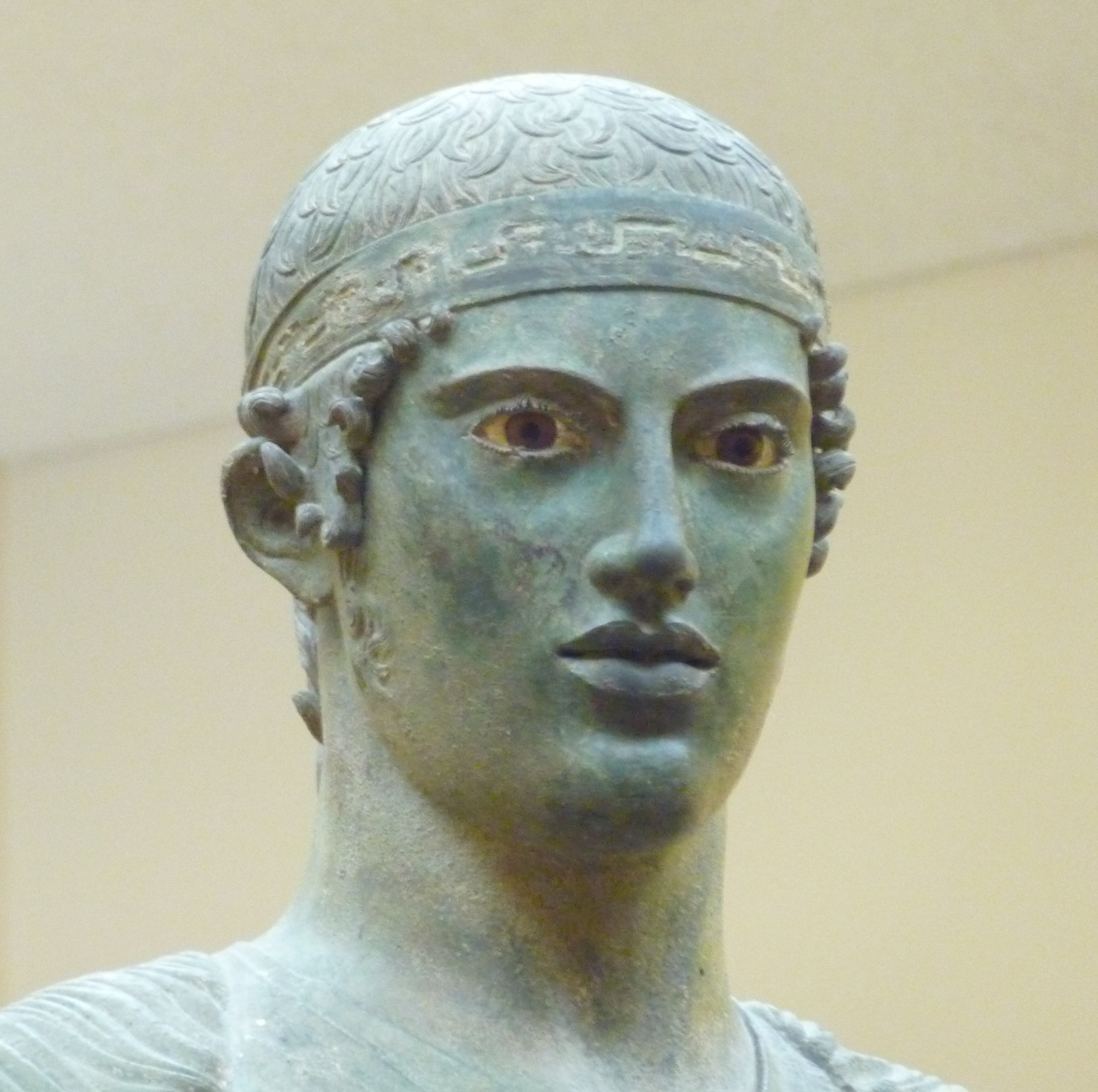
ارابه سوار دلفی، با سربند فیله، مجسمه برنزی (۴۷۸-۴۷۴ قبل از میلاد).